# Rucker Park
O Rucker Park é uma quadra de basquete localizada no Harlem, em Nova York. Fica no outro lado da rua do antigo local do estádio de beisebol Polo Grounds; está geograficamente na base de um grande penhasco chamado Coogan's Bluff. O parque é conhecido pelo Torneio Rucker de basquete para jovens, onde muitos que lá jogaram alcançaram um nível de fama por suas habilidades, e vários passaram a jogar na National Basketball Association (NBA).
Rucker Park foi destaque no filme de televisão da TNT, On Hallowed Ground: Streetball Champions, que foi ao ar no ano 2000 e venceu um Sports Emmy Awards. Também foi destaque nos filmes de 2018, Uncle Drew e Black Panther.

## História
A quadra recebeu o nome de Holcombe Rucker, um professor local e diretor de playground do Departamento de Parques e Recreação de Nova York. Rucker começou um torneio de basquete em 1950 para ajudar as crianças menos afortunadas a ficarem longe das ruas e buscar carreiras universitárias. Os jogadores do Torneio Rucker apresentavam enterradas, dribles e outras habilidades que animavam a plateia, um estilo de jogo então incomum para a National Basketball Association (NBA).

## Jogadores notáveis
Embora muitos jogadores de basquete profissional tenham jogado na quadra depois de ganharem destaque, muitos outros desenvolveram suas habilidades de basquete na Rucker antes de se tornarem notáveis no esporte, incluindo:
- Kareem Abdul-Jabbar[2]
- Rafer Alston[4]
- Kenny Anderson[5]
- Miles Aiken[6]
- Nate Archibald[2]
- Metta World Peace[7]
- Sylvester Blye[2]
- Wilt Chamberlain[8][9]
- Julius "Dr. J" Erving[2][9][10]
- Connie Hawkins[5]
- Kyrie Irving
- Jumpin Jackie Jackson[2]
- Pee Wee Kirkland
- Earl Manigault
- Charlie Scott
- Stephon Marbury[10]
- Jamal Mashburn[1]
- Earl Monroe[9]
- Chris Mullin[11]
- Satch Sanders[2]
- Lance Stephenson[5]
- Sebastian Telfair[12]
- Jamaal Tinsley[1][13]
- Cal Ramsey
- Joe Hammond
- Kobe Bryant
- Kemba Walker